# 月坛体育中心

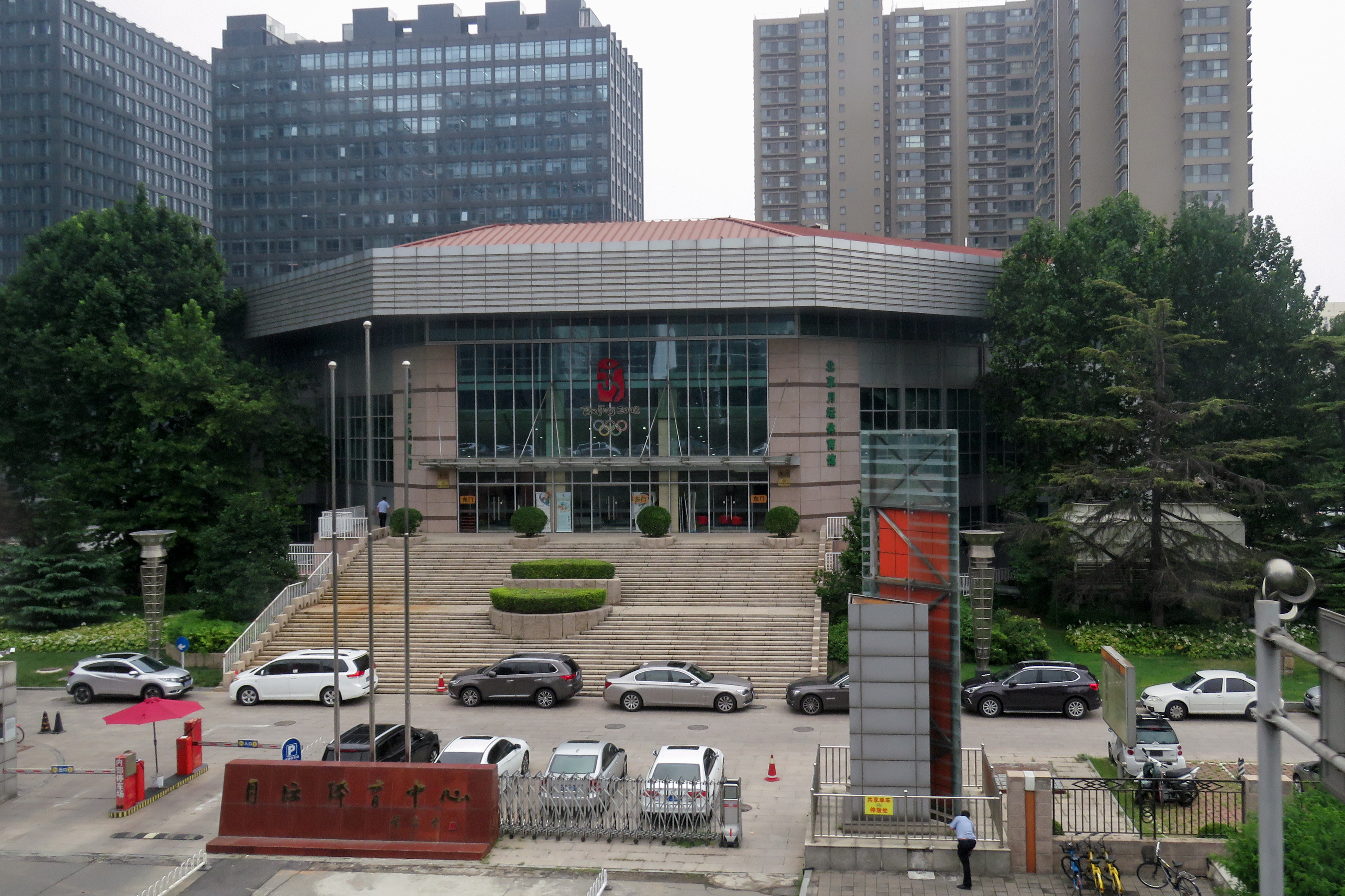
月坛体育馆（2018年8月）

月坛体育中心，位于北京市西城区月坛南街甲1号，是西城区区属体育场馆。

## 简介
月坛体育中心始建于1970年代末。在此之前，其所在地为房修公司办公楼、招待所、职工宿舍。1980年代修建了篮、排球馆和游泳馆。为承担1990年北京亚运会柔道比赛，1989年建成了可容纳3000人的月坛体育馆（今月坛体育中心综合馆）。
1980年代起，中国各地的体育设施开始“市场化”，1990年代以来又纷纷承接电影放映、音乐会等娱乐活动。1996年，月坛体育中心划出2000平方米面积开设滚轴溜冰俱乐部，可容1000人，成为当时国内最大的滚轴溜冰场。同时，月坛体育中心还成立了天行健身会，成为国内大众健身操的发源地。后来，月坛体育中心又开办了北京银轩老年健身中心、儿童游泳训练班，承办各类运动会、大型会议开幕式，开设文化晚宴剧场，承接娱乐演出。
2005年3月，月坛体育中心被北京奥组委选定为2008年北京奥运会手球和羽毛球训练馆。为此，月坛体育中心开始全面修缮。修缮完成后，月坛体育中心不再举办滚轴溜冰活动，成为“国家高水平体育后备人才基地”和公众健身场所，为西城区运动学校提供训练场地，向公众开放乒乓球、羽毛球、篮球、田径、游泳馆等设施。
到2008年，月坛体育中心包括“四馆一场”：月坛综合馆、月坛综合训练馆、月坛训练馆、月坛游泳馆、月坛体育场。附属设施包括：射击、乒乓球、柔道、跆拳道、游泳、篮球、网球、排球、举重等体育训练场地。羽毛球、手球的训练场地分别设在体育馆和综合训练馆。
2012年，为配合北京金融街西扩工程，体育场南侧建于2004年的月坛体育中心综合训练馆拆除，将在今后几年内原址还建。
“十三五”期间，西城区规划建设月坛体育中心滑冰场，面积约1800平方米，冬季为冰场，春夏秋季冰场恢复为田径场，计划2018年开工，2021年建成投入使用。